# Paul Reinecke
Paul Heinrich Adalbert Reinecke (* 25. September 1872 in Berlin-Charlottenburg; † 12. Mai 1958 in Herrsching am Ammersee) war ein deutscher Prähistoriker und Landesarchäologe in Bayern.

## Leben und Werk
Paul Reinecke studierte Medizin und allgemeine Naturwissenschaften bei Rudolf Virchow. Er interessierte sich darüber hinaus für Vorgeschichte und besuchte Lehrveranstaltungen bei dem Anthropologen Johannes Ranke (1836–1916) und dem Archäologen Adolf Furtwängler (1853–1907). Während des Studiums führte Reinecke 1893 eine ausgedehnte Studienreise durch Österreich und Ungarn.
Nach der Promotion 1897 war er bis 1908 Assistent am Römisch-Germanischen Zentralmuseum (RGZM) in Mainz. Aus der chronologischen Neuordnung der bislang nach Herkunftsmuseen geordneten Bestände (Abgüsse) entstanden von Paul Reinecke zahlreiche Aufsätze zur Chronologie der mitteleuropäischen Vorgeschichte. Von Bedeutung sind dabei insbesondere seine Beiträge zu Band V der Alterthümer unserer heidnischen Vorzeit, wo er unter anderem ein süddeutsches Chronologiesystem entwickelte, das im Kern bis heute seine Gültigkeit behalten hat. So gelangte er beispielsweise in einem 1902 erschienenen Beitrag Zur Kenntnis der Latène-Denkmäler der Zone nordwärts der Alpen zu einer Gliederung der Latènezeit in 4 Stufen (Lt A – Lt D). Dabei basierte er auf geschlossenen Fundkomplexen, einer kunsthistorischen Analyse stilistischer Merkmale sowie auf typologischen Merkmalen.
Nachdem er bereits 1903 an der „Inventarisierung der vorgeschichtlichen Denkmale des Königreichs Bayern“ gearbeitet hatte, war er von 1908 bis 1937 Hauptkonservator am Generalkonservatorium der Kunstdenkmale und Altertümer Bayerns und später Bayerisches Landesamt für Denkmalpflege. 1925 schlug er einen Ruf an das RGZM aus. 1917 wurde er zum königlichen Professor ernannt.
Bis zu seinem Tod 1958 hat er zu fast allen Perioden der europäischen Vor- und Frühgeschichte gearbeitet. Auf ihn gehen die Namen Michelsberger Kultur (1908) und Altheimer Gruppe (1915) sowie die Periodisierung der (frühen und mittleren) mitteleuropäischen Bronzezeit (Bz A – Bz D) und der folgenden  Urnenfelder- und Hallstattzeit zurück (Ha A – Ha D).

## Ehrungen
- 1942: Goethe-Medaille für Kunst und Wissenschaft
- 1953: Großes Verdienstkreuz der Bundesrepublik Deutschland

## Publikationen
- Brandgräber vom Beginn der Hallstattzeit aus den östlichen Alpenländern und die Chronologie des Grabfeldes von Hallstatt. In: Mitteilungen der Anthropologischen Gesellschaft in Wien 30, 1900, S. 44 ff.
- Beiträge zur Kenntnis der frühen Bronzezeit Mitteleuropas. In: Mitteilungen der Anthropologischen Gesellschaft Wien 32, 1902, S. 104 ff.
- Zur Kenntnis der Latène-Denkmäler der Zone nordwärts der Alpen. In: Festschrift RGZM (1902) S. 53–109.
- Unsere Reihengräber der Merowingerzeit nach ihrer geschichtlichen Bedeutung. Bayerische Vorgeschichtsblätter 5, 1925, S. 54–64.
- Zur Frage "Reihengräber und Friedhöfe der Kirchen". Germania 14, 1930, 175–177.
- Spätkeltische Oppida im rechtsrheinischen Bayern. Bayerischer Vorgeschichtsfreund 9, 1930, S. 29–52.
- Bodendenkmale spätkeltischer Eisengewinnung an der untersten Altmühl (München, um 1934/35).
- Mainzer Aufsätze zur Chronologie der Bronze- und Eisenzeit (Bonn 1965). (Wiederabdruck der Aufsätze aus den 'Alterthümern unserer heidnischen Vorzeit V')